# Aleksander Fiodorowicz Czartoryski
Aleksander Fedorowicz Czartoryski  (ur. 1517, zm. 1571) – wojewoda wołyński w latach 1566–1571.
Brat Iwana Fedorowicza. 
Na sejmie bielskim 1564 roku był świadkiem wydania przywileju bielskiego przez króla Zygmunta II Augusta. Jako przedstawiciel Korony Królestwa Polskiego podpisał akt unii lubelskiej 1569 roku.
Z Magdaleną Branković, despotówną serbską (córką Jovana, tytularnego despoty serbskiego), miał jedynego syna Michała.

## Drzewo genealogiczne
| 4. Michał Wasylewicz Czartoryski (zm. 1489) |  |                                              |  |  |                                      |
|                                             |  | 2. Fiodor Michałowicz Czartoryski (zm. 1542) |  |  |                                      |
| 5. Maria Niemir (zm. 1504)                  |  |                                              |  |  |                                      |
|                                             |  |                                              |  |  | 1. Aleksander Fedorowicz Czartoryski |
| 6. Andrzej Aleksandrowicz Sanguszko         |  |                                              |  |  |                                      |
|                                             |  | 3. Zofia Sanguszko                           |  |  |                                      |
| 7. NN                                       |  |                                              |  |  |                                      |
|                                             |  |                                              |  |  |                                      |